# Music from The Adventures of Pete & Pete
Music from The Adventures of Pete & Pete (en español: Música de Las Aventuras de Pete y Pete) es un álbum de la banda estadounidense Polaris, el proyecto alterno de la banda Miracle Legion, grabado entre 1992 y 1995, y lanzado en abril de 1999. Contiene doce canciones compuestas para la serie de televisión Las aventuras de Pete y Pete, que fue emitida por Nickelodeon. El álbum sigue siendo el único lanzamiento de larga duración de Polaris.
La portada del álbum contiene la leyenda «For Spacechimp Ham & Spacedog Laika» («Para Ham, el chimpancé espacial y Laika, la perra espacial»), mientras que la pista final contiene una sección oculta que comienza en el minuto 5:29. Esta pista oculta se compone de varios clips de sonido relacionados con la misión Apolo 11.
El álbum tuvo un relanzamiento en CD y vinilo el 19 de abril de 2015. Una reedición «de lujo» designada como «21st Century Edition» fue publicada en septiembre de 2020 a través de Mezzotint Records; contiene maquetas inéditas, un folleto con letras y otros materiales adicionales.

## Lista de canciones
1. «Hey Sandy» (2:35)
2. «She Is Staggering» (3:08)
3. «Waiting for October» (3:52)
4. «Saturnine» (3:13)
5. «Everywhere» (3:37)
6. «Ivy Boy» (3:51)
7. «Summerbaby» (3:24)
8. «Coronado II» (4:19)
9. «Ashamed of the Story I Told» (4:29)
10. «As Usual» (5:22)
11. «Recently» (2:40)
12. «Monster's Loose» (9:03)

### Reedición de 2020
La reedición de 2020 contiene:
| Lado A (vinilo): 1. Hey Sandy 2. She is Staggering 3. Waiting For October 4. As Usual 5. Everywhere 6. Ivy Boy Lado B: 1. Summerbaby 2. Coronado II 3. Ashamed Of The Story I Told 4. Saturnine 5. Recently 6. The Monster’s Loose | CD: 1. The Monsters Loose 2. CORONADO II 3. Holy Holly 4. Waiting for October 5. 21st Century Space Walk 6. Hey Sandy 7. As Usual 8. Ashamed of the Story I told 9. Recently 10. Waiting for October electric guitar 11. Saturnine instrumental 12. As Usual w/drums 13. Waiting for October acoustic instrumental 14. Coronado II instrumental 15. Look at the Rocket Go! |

## Personal

### Polaris
- Mark Mulcahy como Muggy Polaris - cantante y guitarrista
- Dave McCaffrey como Jersey Polaris - bajista
- Scott Boutier como Harris Polaris - baterista[4]

### Músicos adicionales
- Tom Chase - órgano y piano
- Buel Thomas - trompeta
- Dennis Kelly - pedal steel guitar
- Joyce Raskin - vocales en «Ashamed of the Story I Told»[4]